# Campagne du Dodécanèse
Campagne des Balkans,
Seconde Guerre mondiale
Batailles
1940
- Vado
- Siège de Malte
- Club Run
- Convoi Espero
- Mers el-Kébir
- Punta Stilo
- Cap Spada
- Hurry
- Cap Passero
- MB.8
- Tarente
- Détroit d'Otrante
- White
- Cap Teulada

1941
- Excess
- Convoi AN 14
- Grog
- Abstention
- Baie de La Sude
- Cap Matapan
- Îles Kerkennah
- Crète
- Galite
- Substance
- Halberd
- Convoi Duisburg
- Cap Bon
- Syrte (1941)
- Rade d'Alexandrie

1942
- Syrte (1942)
- Calendar
- Bowery
- Albumen
- Harpoon
- Vigorous
- Pedestal
- Agreement
- Torch
- Stoneage
- Sabordage de la flotte française à Toulon
- Portcullis
- Banc de Skerki
- Olterra (navire auxiliaire)
- Raid sur Alger

1943
- Zouara
- Convoi de Cigno
- Convoi de Campobasso
- Corkscrew
- Husky
- Gela
- Scylla
- Pietracorbara
- Dodécanèse
  - Rhodes
  - Leros
  - Kos
- Convoi KMF-25A

1944
- Ist
- Raid sur Santorin
- Raid sur Symi
- Port-Cros
- La Ciotat
- Île de Pag

1945
Mer Ligure
- Convois alliés
  - convois de Malte
- Campagne des U-boote
- Campagne adriatique

La campagne du Dodécanèse, durant la Seconde Guerre mondiale, est une tentative des Alliés (majoritairement Britanniques) pour prendre les îles italiennes du Dodécanèse, dans la mer Égée, afin de s'en servir comme bases avancées contre les troupes de l'Axe occupant les Balkans. La défaite des Alliés mène à l'occupation des îles du Dodécanèse par le Troisième Reich. Elle a coûté aux Alliés de lourdes pertes en hommes et en navires. Les opérations dans le secteur, du 8 septembre au 22 novembre 1943, constituent une des dernières grandes victoires de l'Allemagne nazie.

## Contexte historique
Les îles du Dodécanèse constituent un archipel dans le sud-est de la mer Égée. Peuplées de Grecs, elles étaient sous occupation italienne depuis la guerre italo-turque (1911). Sous la domination italienne, elles deviennent le fer de lance des ambitions coloniales italiennes en mer Méditerranée.
Rhodes, la plus grande des îles, est alors une base militaire et aérienne majeure. L'île de Leros, grâce au port en eaux profondes de Lakkí, est transformée en base aéronavale extrêmement fortifiée, qui constitue le « corridor de la Méditerranée », selon la formule de Benito Mussolini.
Après la défaite de la Grèce en avril 1941 et la perte pour les Alliés de l'île de Crète en mai, la Grèce et les îles environnantes sont occupées par les forces de l'Axe.
Après la défaite totale de l'Axe en Afrique du Nord, durant le printemps 1943, Winston Churchill, qui a toujours eu un grand intérêt pour la région, se penche sur les îles. Les Britanniques envisagent ainsi de prendre le Dodécanèse et la Crète, notamment pour priver l'Axe de ses bases les plus avancées. De plus, l'idée respecte le vœu le plus cher de Churchill : « une route par les Dardanelles pour faire la jonction avec l'URSS, et éviter les convois arctiques sur Mourmansk ». En outre, une présence forte des Alliés en mer Égée aurait déstabilisé les gouvernements collaborateurs des Balkans, encouragé les mouvements de résistance et pressé la Turquie, neutre, à rejoindre les Alliés. Durant la conférence de Casablanca, en janvier 1943, la première idée est avancée, et Churchill ordonne à ses commandants de planifier l'opération.
L'opération, nommée Opération Accolade, prévoit un assaut direct sur Rhodes et Karpathos, avec des forces totalisant trois divisions d'infanterie, une brigade blindée, et des unités de support. Compte tenu des ressources disponibles et de l'importante garnison allemande de Crète, les débarquements dans cette île trop bien fortifiée sont annulés.
Un autre problème est la difficulté pour les Britanniques à contrer le X. Fliegerkorps de la Luftwaffe basé en Attique, alors que leurs propres escadrilles de Chypre et d'Alexandrie sont requises par la prochaine invasion de la Sicile et que les États-Unis, représentés par Harry Hopkins, considèrent l'opération non comme une « jonction avec l'URSS » mais comme un investissement des Britanniques pour l'après-guerre, pour parvenir avant l'URSS dans les Balkans.
Les États-Unis jugent qu’Accolade est une « diversion inutile au front principal en Italie » et refusent d'aider les Britanniques, les avertissant qu'ils devront combattre seuls les Allemands sur ce front.
Alors qu'une capitulation italienne devient probable, les Britanniques lancent l'opération en août 1943, pour prendre rapidement l'avantage sur un possible redressement germano-italien. Cette opération prend géographiquement la forme d'une « accolade », d'où le nom de l'opération. Une force composée de la 8e division indienne est assemblée, et les Britanniques demandent l'aide des Américains, par le biais d'envoi d'escadrons de P-38. Cependant, à la suite de la Conférence de Québec, les Américains refusent de fournir de l'aide aux Britanniques, et distribuent les forces de l’Accolade sur plusieurs autres fronts.

## Déroulement de la campagne

### Premiers mouvements alliés et allemands:la chute de Rhodes
À l'annonce de l'armistice de Cassibile, les garnisons italiennes de la plupart des îles du Dodécanèse tentent de changer de camp pour rejoindre les Alliés, ou de simplement rentrer chez elles. Cependant, le Reich a anticipé la capitulation italienne, et a disposé ses forces sur la plupart des îles, afin d'en prendre le contrôle. Ces divisions font partie du Groupe d'armées E, commandé par le général de la Luftwaffe Alexander Löhr.
La plus importante garnison allemande est composée des 7 500 hommes de la division d'assaut Rhodes (Sturm-Division Rhodos), dirigée par le général Ulrich Kleemann. Cette division a été formée durant l'été sur l'île de Rhodes, centre administratif du Dodécanèse possédant trois terrains d'aviation. C'est pourquoi Rhodes est le principal objectif militaire à la fois de l'Axe et des Alliés.
Le 8 septembre, la garnison italienne de l'île de Kastellórizo (Megiste) se rend à un détachement britannique, qui est immédiatement renforcé par des bateaux alliés. Le jour suivant, un commando britannique, dirigé par Lord Jellicoe, est parachuté sur l'île de Rhodes pour persuader l'amiral Inigo Campioni de rejoindre les Alliés. La réaction fulgurante des Allemands surprend les Alliés. Sans attendre la réponse des Italiens, Kleemann attaque le 9 septembre la garnison italienne, forte de 40 000 hommes, les forçant à se rendre dès le 11 septembre. La perte de Rhodes porte un coup critique aux espoirs alliés.
Alors que le royaume d'Italie se rend, beaucoup de soldats italiens, lassés par la guerre, ne croient plus en Mussolini. Cependant, le général Mario Soldarelli (en) lève une armée de 10 000 hommes, des soldats loyaux et des Chemises noires, pour aller combattre en mer Égée. Malgré ce revers, l'état-major britannique décide l'occupation des autres îles de l'archipel, notamment les trois plus grandes, Kos, Samos et Leros. 
Les Allemands sont rapidement dépassés, grâce à la puissance de la flotte britannique, et grâce aux escadrons de Spitfire de la Royal Air Force et de la South African Air Force. Ainsi, du 10 au 17 septembre, la 234e brigade britannique d'infanterie, sous les ordres du Major-général Francis Gerrard Russell Brittorous en provenance de Malte, accompagnée de 160 hommes du Special Boat Service, 130 hommes du Long Range Desert Group, le 11e Régiment de Parachutistes, et quelques hommes des contingents grecs sécurisent les îles de Kos, Kalymnos, Samos, Leros, Symi et Astypalée, avec l'aide de bateaux britanniques et grecs.
Les Allemands, rapidement mobilisés, répliquent. Le 19 septembre, Karpathos, Kassos, les îles des Sporades et des Cyclades sont entre les mains des Allemands. Le 23 septembre, le lieutenant-général Friedrich-Wilhelm Müller, commandant de la 22e Division d'Infanterie, stationnée en Crète, ordonne l'assaut de Kos et Leros.

### Labataille de Kos(3-4 octobre)
Ayant découvert le rôle vital pour les Alliés de la seule base aérienne de Kos, le X. Fliegerkorps commence à larguer des bombes sur l'île le 18 septembre. En même temps, des renforts d'avions arrivent, offrant aux Allemands 362 appareils opérationnels dans la zone le 1er octobre.
Les forces britanniques de Kos sont composées de 1 500 hommes, dont 680 de la compagnie de parachutiste, le reste étant des hommes de la RAF. De plus, l'île abritait 3 500 Italiens, du 10e régiment de la 50e division d'infanterie. Le 3 octobre, les Allemands débarquent dans le cadre de l’opération Ours Polaire (Unternehmen Eisbär), et atteignent les faubourgs de la capitale de l'île dans la journée. Les Britanniques se retirent de la ville durant la nuit, et se rendent le lendemain à l'exception d'une centaine d'hommes réussissant à atteindre la côte turque proche de quelques kilomètres. La perte de Kos constitue une défaite décisive pour les Britanniques et leur supprime une partie de leur couverture aérienne.

### Labataille de Leros(26 septembre-16 novembre)

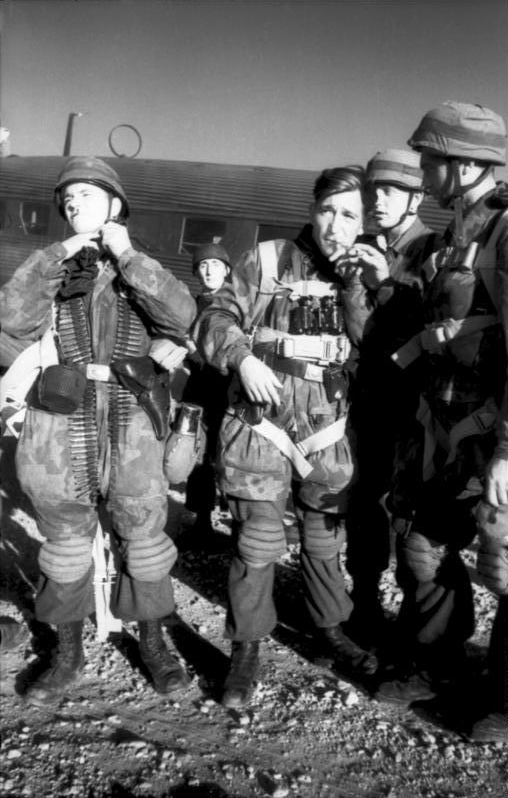
Fallschirmjäger allemands prêts à être parachutés sur Leros, 12 novembre 1943 guerre mondiale.

En conséquence de la chute de Kos, la garnison italienne de Kalymnos se rend, offrant ainsi aux Allemands une base de choix pour leur prochaine cible, Leros. L'opération nommée Opération Léopard, est prévue à l'origine pour le 9 octobre, mais le 7, la Royal Navy intercepte et détruit un convoi en direction de Kos.
Le 26 septembre 1943, les Allemands tentent de reprendre l’île aux Italiens, aux Britanniques et aux Grecs. Celle-ci fut très durement bombardée pendant plus d’un mois et demi jusqu'au 16 novembre 1943, date à laquelle elle tomba finalement entre les mains allemandes. La baie de Lakkí abritait une importante base d'hydravions, construite par les Italiens pendant leur occupation, de plus cette baie est le port naturel le plus profond de la mer Méditerranée, d'où son importance stratégique pour les forces allemandes en Méditerranée. 
Le roman Les Canons de Navarone (l'intrigue est fictive) fut en partie inspiré par cette bataille.

### Opérations navales
Depuis le début de la campagne, les Alliés et les Allemands ont dû compter principalement sur leurs navires de guerre pour obtenir renforts et approvisionnements. Au départ, toutefois les forces navales en présence de chaque camp sont minimes. La plupart des navires alliés sont en effet transférés en mer Méditerranée centrale afin de soutenir les opérations en Italie, tandis que les Allemands n'ont pas d'importante force navale en mer Égée. Ils ont pu ainsi profiter de leur supériorité aérienne afin de mettre en échec l'offensive des Alliés. 6 contre-torpilleurs, 2 sous-marins et 10 dragueurs de mines alliés furent ainsi détruits par les attaques de la Luftwaffe.

## Conséquences

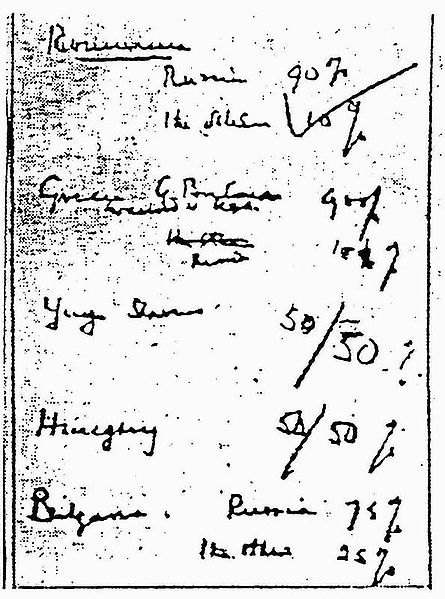
L'accord Churchill-Staline de Moscou, 9 octobre 1944, scellant le sort de la résistance communiste grecque.

À Kos, les Allemands capturent 1 388 soldats britanniques et 3 145 Italiens, et passent par les armes plusieurs dizaines de résistants grecs qui avaient aidé les Alliés. Le 3 octobre, ils exécutent aussi le gouverneur italien de l'île, le colonel Felice Legio, suivant un ordre d'Adolf Hitler d'abattre tous les officiers italiens capturés.
Les prisonniers de guerre italiens et britanniques sont par ailleurs transférés vers l'Europe continentale par les Allemands dans des embarcations de fortune. Cela conduisit à plusieurs accidents, dont le naufrage de l’Oria SS le 12 février 1944. Plus de 4 000 Italiens sont morts lorsque le navire a coulé dans une tempête. 
Dans le contexte de la Shoah, l'échec britannique dans le Dodécanèse a scellé le sort des Juifs qui y vivaient et a donné aux nazis l'opportunité d'étendre la mise en œuvre de la solution finale à ces îles : 1 700 membres de la très ancienne communauté juive de Rhodes ont été ainsi raflés par la Gestapo en juillet 1944 et seulement quelque 160 d'entre eux ont survécu.
Enfin cet échec a aussi mis fin aux espoirs de Churchill de débarquer un jour dans les Balkans pour y établir ou rétablir des régimes libéraux-démocratiques pro-occidentaux, ce qui l'obligea, fin 1943 à la conférence de Téhéran et en octobre 1944 à Moscou lors de son entrevue avec Staline, à renoncer à toute prétention sur l'Europe de l'Est en échange de la garantie de conserver la Grèce dans la zone d'influence britannique (en dépit de sa puissante résistance communiste et au prix d'une guerre civile).

### Source
- (en) Cet article est partiellement ou en totalité issu de l’article de Wikipédia en anglais intitulé « Dodecanese Campaign » (voir la liste des auteurs).